# Beaumotte-Aubertans
Beaumotte-Aubertans is een gemeente in het Franse departement Haute-Saône (regio Bourgogne-Franche-Comté) en telt 477 inwoners (2011). De plaats maakt deel uit van het arrondissement Vesoul.

## Geografie
De oppervlakte van Beaumotte-Aubertans bedraagt 13,8 km², de bevolkingsdichtheid is 34,6 inwoners per km².
De onderstaande kaart toont de ligging van Beaumotte-Aubertans met de belangrijkste infrastructuur en aangrenzende gemeenten.

## Demografie
Onderstaande figuur toont het verloop van het inwonertal (bron: INSEE-tellingen).

1. ↑  Populations de référence 2022.